# 塞纳河畔维莱讷
塞纳河畔维莱讷（法語：Villennes-sur-Seine，法語發音：[vilɛn syʁ sɛn] ⓘ）是法国中北部法兰西岛大区伊夫林省的一个市镇。 

## 地理
塞纳河畔维莱讷（48°56'21"N, 1°59'52"E）面积5.08 平方千米，位于法国法蘭西島大區伊夫林省，该省份为法国北部内陆省份，北起瓦兹河谷省，西接厄尔省，西南接厄尔-卢瓦省，东南接埃松省，东临上塞纳省。
与塞纳河畔维莱讷接壤的市镇（或旧市镇、城区）包括：卡里耶尔苏普瓦西、梅当、奥热瓦勒、普瓦西、塞纳河畔特列勒。

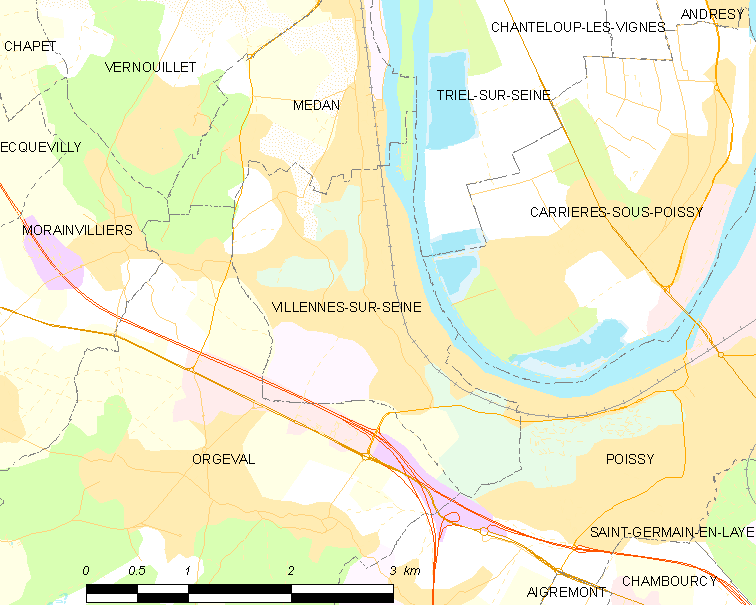
塞纳河畔维莱讷的OSM定位图

塞纳河畔维莱讷的时区为UTC+01:00、UTC+02:00（夏令时）。

## 行政
塞纳河畔维莱讷的邮政编码为78670，INSEE市镇编码为78672。

## 政治
塞纳河畔维莱讷所属的省级选区为塞纳河畔维尔讷伊县。

## 人口

1962-2008年间塞纳河畔维莱讷人口变化图示

塞纳河畔维莱讷于2022年1月1日时的人口数量为5792人。